# Project Skyquake
Project Skyquake es una película de drama, ciencia ficción y misterio de 2022, dirigida por József Gallai, que a su vez la escribió junto a Laura Saxon y Laura Ellen Wilson, estas dos últimas la protagonizan junto a Tom Sizemore y Robert LaSardo, entre otros. El filme fue producido por Hepifilms, Elekes Pictures y Da Yamms Entertainment; se estrenó el 4 de octubre de 2022.

## Sinopsis
Luego de que se informaron misteriosos sonidos, similares a trompetas en el cielo, en distintos sitios del planeta, una aspirante a periodista quiere investigar junto a su mejor amiga, pero pronto afrontan una situación espantosa.